# 봉화로 (원주시)
봉화로(Bonghwa-ro)는 강원특별자치도 원주시 단계동에서 우산동까지 이르는 원주시도로, 총 연장은 1.360 km이다. 도로의 명칭이 유래된 것은 인근에 봉화산이라는 이름을 반영하였기 때문이다.

## 역사
- 2009년 10월 22일 : 도로명으로 봉화로를 고시

## 주요 경유지
- 원주시
  - 단계동 - 우산동

## 접촉하는 도로
- 로아노크로 (직결)
- 서원대로
- 천사로
- 평원초교길
- 백간길
- 원문로
- 모란1길

## 주요 건물 및 시설
- AK플라자, 롯데마트 원주점 (봉화로 1/단계동 1123)
- 북원신용협동조합 (봉화로 14/단계동 870)
- 더파크타워 (봉화로 22/단계동 865-6)
- 그린빌 (봉화로 46/단계동 837-2)
- 봉화산e편한세상아파트 상가 (봉화로 65/단계동 1095-1)
- 봉화산e편한세상 (봉화로 67/단계동 1095-1)
- 단계삼익아파트 (봉화로 74, 봉화로 76/단계동 808)
- 현진아파트 (봉화로 122/단계동 806-1)
- 현진아파트 상가 (봉화로 124/단계동 806-1)
- 여호와의증인 왕국회관 (봉화로 136/단계동 506-8)
- 한라비발디2차아파트 (봉화로 231/우산동 823)